# Série de championnat de la Ligue américaine de baseball 2010

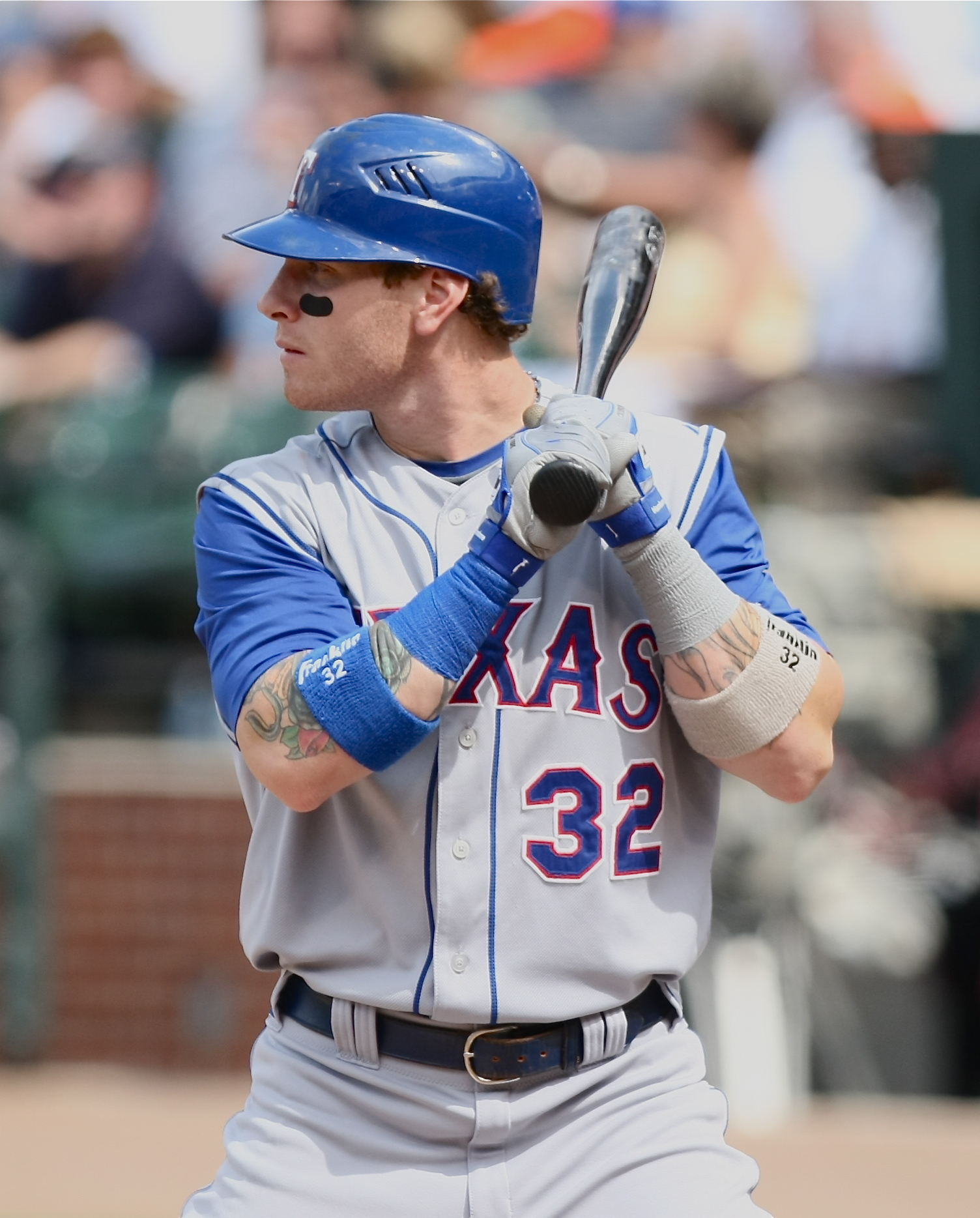
Josh Hamilton des Rangers du Texas est le joueur par excellence de la Série de championnat 2010.

La Série de championnat de la Ligue américaine de baseball 2010 était la série finale de la Ligue américaine de baseball, dont l'issue a déterminé le représentant de cette ligue à la Série mondiale 2010, la grande finale des Ligues majeures de baseball.
En 2010, cette série quatre de sept débute le vendredi 15 octobre et se termine le vendredi 22 octobre par une victoire des Rangers du Texas, quatre parties à deux sur les Yankees de New York.

## Équipes en présence
Champions de la division Ouest de la Ligue américaine pour la première fois en 11 ans, les Rangers du Texas (fiche de 90-72 en saison régulière) ont remporté une série éliminatoire pour la première fois, à la 50e saison de l'histoire de la franchise, et la 39e depuis leur arrivée à Arlington. En Série de division, ils ont eu le meilleur sur les champions de l'Est, les Rays de Tampa Bay, dans le maximum de cinq parties, enlevant trois rencontres sur le terrain de leurs adversaires.
Pour leur première Série de championnat, les Rangers doivent maintenant se mesurer aux Yankees de New York, qui les ont battu trois fois en Série de division (1996, 1998, 1999), ne leur concédant qu'un seul match lors du premier duel. Avant l'affrontement contre les Rays, les Rangers n'avaient d'ailleurs pas remporté une seule victoire en éliminatoires depuis l'automne 1996.
Champions en titre du baseball et qualifiés comme meilleurs deuxièmes dans l'Américaine, les Yankees ont de leur côté balayés dans le minimum de trois matchs les Twins du Minnesota au premier tour éliminatoire, et ce pour la seconde année consécutive. Détenteurs d'une fiche victoires-défaites de 95-67 en saison régulière, les Yankees ont gagné quatre des huit matchs disputés contre Texas durant l'année 2010, mais se sont avoués vaincus dans quatre des cinq dernières parties entre les deux équipes.

## Déroulement de la série

### Calendrier des rencontres
La première équipe à remporter quatre victoires est sacrée championne de la Ligue américaine et la représente en Série mondiale 2010.
| Match | Date       | Visiteur            | Hôte                | Score  |
| ----- | ---------- | ------------------- | ------------------- | ------ |
| 1     | 15 octobre | Yankees de New York | Rangers du Texas    | 6 - 5  |
| 2     | 16 octobre | Yankees de New York | Rangers du Texas    | 2 - 7  |
| 3     | 18 octobre | Rangers du Texas    | Yankees de New York | 8 - 0  |
| 4     | 19 octobre | Rangers du Texas    | Yankees de New York | 10 - 3 |
| 5     | 20 octobre | Rangers du Texas    | Yankees de New York | 2 - 7  |
| 6     | 22 octobre | Yankees de New York | Rangers du Texas    | 1 - 6  |

### Match 1
Vendredi 15 octobre 2010 au Rangers Ballpark, Arlington, Texas.
| Yankees de New York | 0 | 0 | 0 | 0 | 0 | 0 | 1 | 5 | 0 | 6 | 10 | 1 |
| Rangers du Texas | 3 | 0 | 0 | 2 | 0 | 0 | 0 | 0 | 0 | 5 | 7  | 1 |
| Lanceurs partants : NYY : C.C. Sabathia TEX : C. J. Wilson Vic. : Dustin Moseley (1-0) Déf. : Darren O'Day (0-1) Sauv. : Mariano Rivera (1) HRs : NYY : Robinson Canó (1) TEX : Josh Hamilton (1) |   |   |   |   |   |   |   |   |   |   |    |   |

Les Rangers malmènent C.C. Sabathia en début de match : Josh Hamilton claque un circuit de trois points dès la première manche et Michael Young frappe un double de deux points en quatrième, donnant aux représentants du Texas une avance rapide de 5-0. Sabathia effectue sa plus courte sortie de l'année 2010, quittant après avoir accordé cinq points sur six coups sûrs et quatre buts-sur-balles en quatre manches lancées. Il commet même un mauvais lancer et une feinte non réglementaire. À l'opposé, l'attaque des Yankees est incapable de s'imposer contre C. J. Wilson, outre un circuit en solo de Robinson Canó. En huitième manche, cependant, tout s'écroule pour Texas. Le rapide Brett Gardner amorce la manche par un coup sûr à l'avant-champ, dont il s'assure en effectuant une glissade tête première au premier but. Puis New York inscrit cinq points tandis que les Rangers égalent un record des Séries de championnats de la Ligue américaine en utilisant cinq lanceurs dans une même manche. Un coup sûr de Cano, doublé d'une erreur de Hamilton au champ extérieur, permet aux Yankees d'égaler le pointage, puis un simple de Marcus Thames place les Yankees en avant, 6-5. À leur tour au bâton, Ian Kinsler soutire un but-sur-balles, mais il prend une trop longue avance vers le deuxième coussin : le releveur Kerry Wood réagit rapidement et relaie au premier but Mark Teixeira, qui à son tour remet la balle à Derek Jeter pour surprendre le vétéran Kinsler entre le premier et le deuxième but. En neuvième, Mariano Rivera accorde un coup sûr au premier frappeur, mais enregistre le sauvetage pour permettre aux Yankees de remporter ce premier affrontement.

### Match 2
Samedi 16 octobre 2010 au Rangers Ballpark, Arlington, Texas.
| Yankees de New York | 0 | 0 | 0 | 1 | 0 | 1 | 0 | 0 | 0 | 2 | 7  | 0 |
| Rangers du Texas | 1 | 2 | 2 | 0 | 2 | 0 | 0 | 0 | X | 7 | 12 | 0 |
| Lanceurs partants : NYY : Phil Hughes TEX : Colby Lewis Vic. : Colby Lewis (1-0) Déf. : Phil Hughes (0-1) HRs : NYY : Robinson Canó (2) TEX : David Murphy (1) |   |   |   |   |   |   |   |   |   |   |    |   |

Tout comme la veille, les Rangers profitent des largesses d'un lanceur partant adverse chancelant. Ils prennent après trois manches une avance de 5-0 aux dépens de Phil Hughes. Mais cette fois, la suite est différente : les Texans conservent leur avance, ajoutant même deux points en cinquième. Nelson Cruz frappe deux doubles et marque deux points pour les Rangers. David Murphy produit deux points, dont un avec un circuit en solo.
Les Rangers gagnent un match éliminatoire à domicile pour la toute première fois de leurs 49 ans d'histoires, après 7 défaites encaissées en autant de matchs à Arlington en 1996, 1998, 1999 et 2010.

### Match 3
Lundi 18 octobre 2010 au Yankee Stadium, New York, NY.
| Rangers du Texas | 2 | 0 | 0 | 0 | 0 | 0 | 0 | 0 | 6 | 8 | 11 | 0 |
| Yankees de New York | 0 | 0 | 0 | 0 | 0 | 0 | 0 | 0 | 0 | 0 | 2  | 0 |
| Lanceurs partants : TEX : Cliff Lee NYY : Andy Pettitte Vic. : Cliff Lee (1-0) Déf. : Andy Pettitte (0-1) HRs : TEX : Josh Hamilton (2) |   |   |   |   |   |   |   |   |   |   |    |   |

Travaillant avec une avance de deux points acquise en première manche grâce au circuit de deux points de Josh Hamilton, sa deuxième longue balle de la série, Cliff Lee est intraitable envers les Yankees. Le gaucher lance un match sans coup sûr jusqu'en cinquième manche et retire 13 frappeurs sur des prises en huit manches. Déjà fort de deux performances exemplaires en Série de division, il devient le premier lanceur de l'histoire à connaître trois parties d'après-saison de 10 retraits sur des prises ou plus dans une même année. En début de neuvième, les Rangers ajoutent six points sur six coups sûrs, dont deux notamment sur un simple de la recrue Mitch Moreland. Michael Young termine la soirée avec trois coups sûrs pour Texas. En relève, Neftali Feliz remplace Lee en fin de neuvième et enregistre les trois derniers retraits.

### Match 4
Mardi 19 octobre 2010 au Yankee Stadium, New York, NY.
| Rangers du Texas | 0 | 0 | 2 | 0 | 0 | 3 | 2 | 0 | 3 | 10 | 13 | 0 |
| Yankees de New York | 0 | 1 | 1 | 1 | 0 | 0 | 0 | 0 | 0 | 3  | 7  | 0 |
| Lanceurs partants : TEX : Tommy Hunter NYY : A. J. Burnett Vic. : Derek Holland (1-0) Déf. : A. J. Burnett (0-1) HRs : TEX : Bengie Molina (1), Josh Hamilton (3, 4), Nelson Cruz (1) NYY : Robinson Canó (3) |   |   |   |   |   |   |   |   |   |    |    |   |

En sixième manche, les Yankees mènent 3-2 lorsque Bengie Molina claque un circuit de trois points pour donner les devants 5-3 aux Rangers. Ces derniers inscrivent six points dans les quatre dernières manches pour porter le score à 10-3. Outre Molina, qui réussit trois coups sûrs et produit trois points, Josh Hamilton, avec deux coups de circuit en solo, et Vladimir Guerrero, avec quatre coups sûrs en cinq, s'illustrent en offensive pour Texas. Les Yankees perdent Mark Teixeira, qui se blesse à la jambe droite en courant vers le premier but.

### Match 5
Mercredi 20 octobre 2010 au Yankee Stadium, New York, NY.
| Rangers du Texas | 0 | 0 | 0 | 0 | 1 | 1 | 0 | 0 | 0 | 2 | 13 | 1 |
| Yankees de New York | 0 | 3 | 2 | 0 | 1 | 0 | 0 | 1 | X | 7 | 9  | 0 |
| Lanceurs partants : TEX : C. J. Wilson NYY : C.C. Sabathia Vic. : C.C. Sabathia (1-0) Déf. : C. J. Wilson (0-1) HRs : TEX : Matt Treanor (1) NYY : Nick Swisher (1), Robinson Canó (4), Curtis Granderson (1) |   |   |   |   |   |   |   |   |   |   |    |   |

Robinson Canó égale un record des Séries de championnat en frappant un quatrième circuit dans cette ronde éliminatoire. Il est le 10e joueur à le faire dans l'histoire. Nick Swisher et Curtis Granderson cognent également la longue balle dans cette victoire de 7-2 des Yankees, qui évitent l'élimination. Malgré 13 coups sûrs, soit le même nombre que la veille, Texas est incapable de profiter de ses chances. Elvis Andrus, des Rangers, bat un record pour un joueur d'arrêt-court avec la plus longue séquence de matchs consécutifs avec au moins un coup sûr à ses débuts en éliminatoires. Il frappe en lieu sûr dans un 10e match consécutif, battant le record de neuf parties établi par Derek Jeter des Yankees en 1996. Le voltigeur des Rangers, Nelson Cruz, quitte la partie en cinquième manche, ennuyé par des douleurs aux muscles ischio-jambiers de la jambe gauche, un type de blessure l'ayant forcé à séjourner sur la liste des blessés à trois reprises durant la saison.

### Match 6
Vendredi 22 octobre 2010 au Rangers Ballpark, Arlington, Texas.
| Yankees de New York | 0 | 0 | 0 | 0 | 1 | 0 | 0 | 0 | 0 | 1 | 3 | 0 |
| Rangers du Texas | 1 | 0 | 0 | 0 | 4 | 0 | 1 | 0 | X | 6 | 7 | 0 |
| Lanceurs partants : NYY : Phil Hughes TEX : Colby Lewis Vic. : Colby Lewis (2-0) Déf. : Phil Hughes (0-2) HRs: TEX : Nelson Cruz (2) |   |   |   |   |   |   |   |   |   |   |   |   |

En fin de cinquième manche, alors que c'est l'égalité 1-1 et qu'il y a un coureur sur les buts, Joe Girardi commande à son lanceur Phil Hughes d'accorder un but-sur-balles intentionnel à Josh Hamilton. C'est la quatrième fois de la série que Vladimir Guerrero se présente au bâton après qu'une passe gratuit ait été accordée au frappeur le précédant dans le rôle offensif. Après avoir été retiré sur des prises lors des trois occasions précédentes, Guerrero frappe cette fois un double bon pour deux points. Nelson Cruz, revenu au jeu après avoir quitté le cinquième match en raison d'une blessure, enchaîne avec un circuit de deux points contre le lanceur de relève David Robertson. Le partant des Rangers, Colby Lewis, ne donne que trois coups sûrs aux Yankees en huit manches pour mériter son deuxième gain de la série. En neuvième, Neftali Feliz est appelé en relève et enregistre les trois retraits donnant aux Rangers leur premier titre de la Ligue américaine. Il met fin au match en retirant sur des prises un ancien joueur des Rangers, Alex Rodriguez.

## Joueur par excellence
Josh Hamilton, des Rangers du Texas, est nommé joueur par excellence de la Série de championnat 2010 de la Ligue américaine. En six parties contre les Yankees, il a maintenu une moyenne au bâton de ,350 avec sept coups sûrs en 20, quatre coups de circuit, sept points produits et six points marqués. Il a de plus récolté quatre buts-sur-balles.